# Парохет

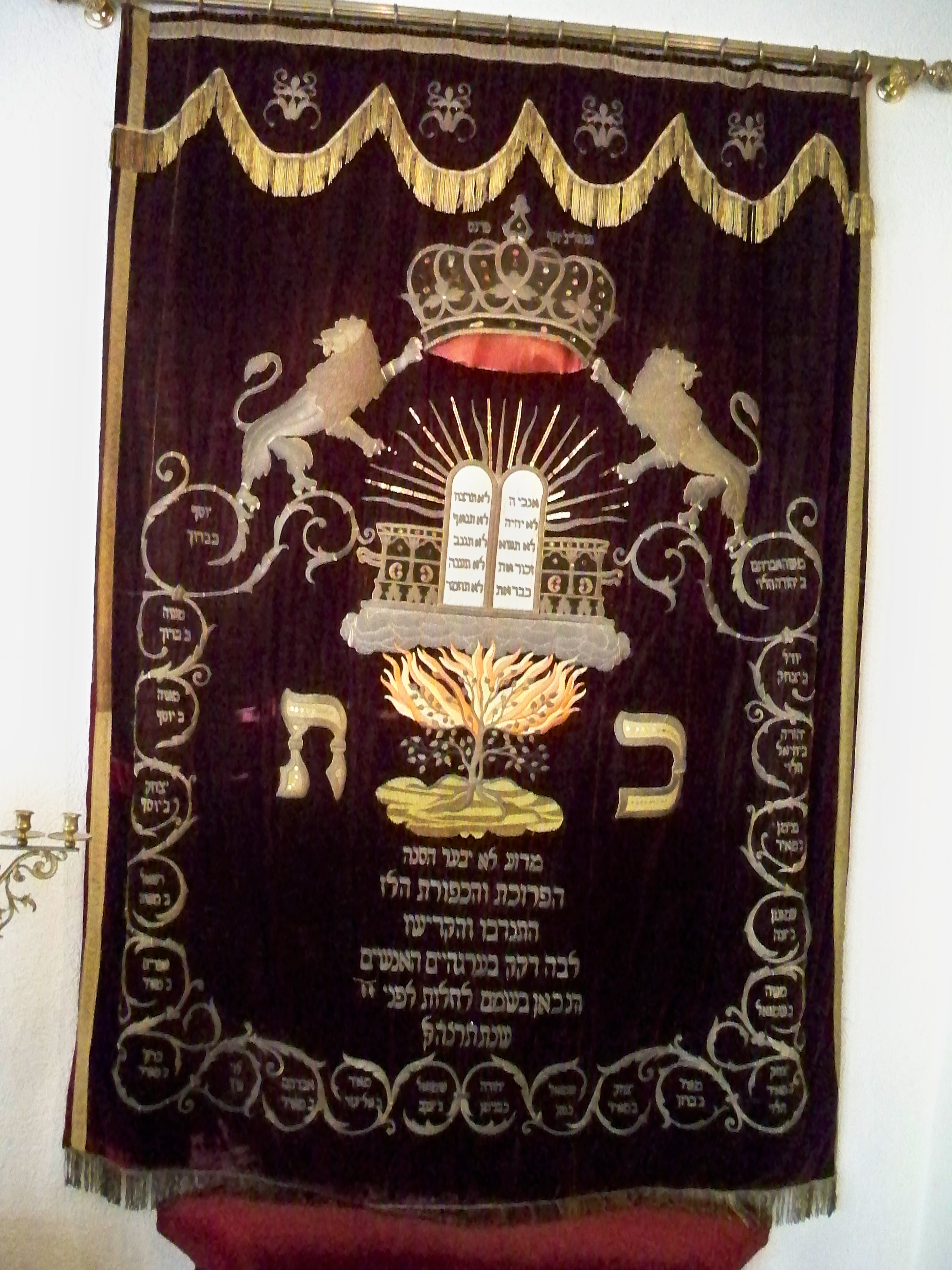
Парохет у Музеї Бартольді в Кольмарі

Парохет — декоративна завіса у синагозі, яка закриває Арон га-Кодеш — шафу, у якій зберігаються сувої Тори. На ньому вишиті єврейські символи і тексти.
Крім декоративної функції парохет також символізує втрачений Єрусалимський Храм. На Тиша бе-ав, традиційний день жалоби та посту парохет знімають.
Парохети мають прямокутну форму, видовжену по вертикалі, зверху мають кільця або гачки для кріплення за металеву (мідну або бронзову) перекладину. Матеріалом для них служать коштовні тканини: парча, оксамит, шовк, атлас.
Орнаменти в оздобленні парохети відповідають традиціям єврейського декоративно-ужиткового мистецтва. Для зооморфних орнаментів характерні зображення левів, грифонів, оленів, птахів, які розміщують за принципом геральдичних композицій. Рослинні орнаменти складають троянди, гвоздики, тюльпани, мотив квітки та плоду гранатового дерева, прості шестипелюсткові квітки, листя та інше. З традиційних символів юдаїзму — менора, зірка Давида, корона, тощо.